# 应县青椒
应县青椒，是位于中华人民共和国山西省朔州市应县的一个青椒品种，是中国地理标志产品。

## 特点
山西省朔州市应县境内盛产青椒。2001年，南河种蔬菜批发市场被国家农业部指定为全国定点蔬菜批发市场之一。2004年7月30日，应县青椒被国家农业部农产品质量中心认证为无公害农产品，并在国家商标局以“应州绿”商标注册。2007年，应县在全县推广无公害青椒栽培技术。2008年12月3日，中华人民共和国农业部批准对“应县青椒”实施农产品地理标志登记保护（其他被认定的品种有应县胡萝卜、应县马铃薯、应县架豆）。同年“应州绿”被山西省工商局认定为“山西省著名商标”。